# Chytranthus cauliflorus
Chytranthus cauliflorus là một loài thực vật có hoa trong họ Bồ hòn. Loài này được (Hutch. & Dalziel) Wickens mô tả khoa học đầu tiên năm 1970.